# Bröllopet på Suursalo
Bröllopet på Suursalo (finska: Suursalon häät) är en finländsk dramafilm från 1924, regisserad och skriven av Konrad Tallroth. Filmen var den sista som Tallroth regisserade.

## Skådespelare (urval)[1]
- Oiva Soini
- Katri Rautio
- Helmi Lindelöf
- Heikki Tuominen
- Markus Rautio
- Konrad Tallroth